# Бодялов, Александр Анатольевич
Алекса́ндр Анато́льевич Бодя́лов (род. 11 июля 1977, Краснокаменск, Читинская область, СССР) — российский футболист, центральный защитник, полузащитник.

## Карьера
Воспитанник читинского футбола. В 1996—2018 годах защищал цвета клуба «Чита». Дебютировал на профессиональном уровне 9 мая 1996 года в игре против «Чкаловца» (4:0), выйдя на замену вместо Олега Соболева на 55-й минуте. Вторую половину сезона-1996 провёл в аренде в «Ангаре». В составе читинского клуба во всех турнирах провёл 617 матчей, тем самым установив рекорд по количеству сыгранных матчей, забил 3 мяча.

## Достижения
- Победитель зоны «Восток» Второго дивизиона (2): 2008, 2016/17
- Серебряный призёр зоны «Восток» Второго дивизиона (2): 2012/13, 2013/14
- Бронзовый призёр зоны «Восток» Второго дивизиона (4): 2007, 2010, 2011/12, 2015/16